# Mata Tigre
Mata Tigre är en ort i Mexiko.   Den ligger i kommunen Carrillo Puerto och delstaten Veracruz, i den sydöstra delen av landet, 280 km öster om huvudstaden Mexico City. Mata Tigre ligger 166 meter över havet och antalet invånare är 249.
Terrängen runt Mata Tigre är platt, och sluttar österut. Runt Mata Tigre är det ganska tätbefolkat, med 65 invånare per kvadratkilometer. Närmaste större samhälle är Cuitláhuac, 19,7 km väster om Mata Tigre. Omgivningarna runt Mata Tigre är en mosaik av jordbruksmark och naturlig växtlighet.